# Putkisaari
Putkisaari är en ö i Finland.   Den ligger i kommunen Kangasniemi i den ekonomiska regionen  S:t Michel och landskapet Södra Savolax, i den södra delen av landet, 210 km norr om huvudstaden Helsingfors.